# Matěj Hanousek
Matěj Hanousek (* 2. června 1993 Praha) je český profesionální fotbalista, který hraje na pozici levého obránce za turecký klub MKE Ankaragücü. Je také bývalým českým mládežnickým reprezentantem.

## Klubová kariéra
S fotbalem začínal v Sokole Řepy, poté přes Bohemians 1905 a Slavii Praha přestoupil do Dukly Praha, kde se v roce 2013 dostal do A-mužstva. V 1. české lize debutoval 26. 5. 2013 v utkání s FK Mladá Boleslav (výhra 2:1).
V ročníku 2013/14 se propracoval do základní sestavy.
V září 2015 přestoupil z Dukly do FK Jablonec. V lednu 2019 přestoupil z Jablonce do AC Sparta Praha.

### AC Sparta Praha

#### 2020/2021
Se začátkem sezony začal nastupovat v základní sestavě na pozici levého wingbacka v Kotalově herním systému 3-5-2, tak později jako klasický levý obránce v čtyřobráncovém systému. S příchodem Pavla Vrby začal ztrácet pozici na úkor Dávida Hancka, který část podzimu laboroval se zraněními a na pozici středního obránce. Hanousek se do základní sestavy vrátil pro závěrečná utkání sezony díky opětovnému přesunu Hancka na stopera.

#### 2021/2022 – Hostování ve Wisla Krakov
Před sezonou 2021/22 Sparta přivedla na pozici levého obránce Dána Caspera Højera, a vzhledem k velkému přetlaku na danou pozici (mohli zde hrát i již zmiňovaný Hancko nebo Matěj Polidar) se rozhodla Hanouska poslat na roční hostování do polské Wisly Krakov.

## Reprezentační kariéra
Matěj Hanousek nastupoval za české mládežnické výběry U20 a U21.
Trenér Jakub Dovalil jej nominoval na domácí Mistrovství Evropy hráčů do 21 let 2015 konané v Praze, Olomouci a Uherském Hradišti.